# Lumberton (Missisipi)
Lumberton – miasto w Stanach Zjednoczonych, w stanie Missisipi, w hrabstwie Lamar.